# Strepsa
Strepsa è un'antica città del Regno di Macedonia, nei pressi di Therma verso la penisola Calcidica. Secondo alcune fonti Strepsa fu un modello di città-basilica. Viene menzionata da Tucidide (I.61.4)